# La Motte-Chalancon
La Motte-Chalancon – miejscowość i gmina we Francji, w regionie Owernia-Rodan-Alpy, w departamencie Drôme.
Według danych na rok 1990 gminę zamieszkiwały 382 osoby, a gęstość zaludnienia wynosiła 17 osób/km² (wśród 2880 gmin regionu Rodan-Alpy La Motte-Chalancon plasuje się na 1250. miejscu pod względem liczby ludności, natomiast pod względem powierzchni na miejscu 407.).

## Współpraca
Miejscowość partnerska:
- Verviers, Belgia